# Phosphoribosylformylglycinamidine
La 5'-phosphoribosylformylglycinamidine (FGAM) est un intermédiaire de la biosynthèse des purines et de l'inosine monophosphate (IMP). Elle est produite à partir de phosphoribosyl-N-formylglycinamide par la phosphoribosylformylglycinamidine synthase (en) (EC 6.3.5.3).